# Franz Lepinski
Franz Lepinski (* 19. Juli 1896 in Ostpreußen; † 21. September 1977) war ein deutscher Gewerkschaftsfunktionär, Mitbegründer der Sozialistischen Arbeiterjugend (SAJ), Stadtrat und Kulturdezernent von Erfurt (SPD/SED) und Mitglied im DGB-Bundesvorstand.

## Leben
Lepinski erlernte nach dem Besuch der Volksschule den Beruf des kaufmännischen Angestellten und trat frühzeitig der Gewerkschaft bei. Von 1914 bis 1921 war er Jugendfunktionär des Verbandes der Büroangestellten, später des Zentralverbands der Angestellten (ZdA). Danach bis zur Liquidierung der Weimarer Republik war er Sekretär im Vorstand des ZdA. Seit 1920 engagierte sich Lepinski für die Sozialistische Arbeiterjugend (SAJ). Der Erfolg seiner Arbeit wirkte sich auch auf die Position des linksorientierten Hannoveraner Kreises aus, der sich in der SAJ gegen den national orientierten Hofgeismarer Kreis durchsetzen konnte. Er wurde Reichsvorsitzender der Jungsozialisten und kandidierte 1930 gegen den SAJ-Vorsitzenden Erich Ollenhauer, dem er die Erziehung der Jugend zur Anpassung an die Partei vorhielt. Ungeachtet dessen löste 1931 der SPD-Vorstand die Jusos auf und positionierte sich deutlich rechts.
Nach der Machtübertragung an die NSDAP und dem Verbot der Gewerkschaften verlor Lepinski alle gewerkschaftlichen Funktionen. Seine Bücher wurden am 10. Mai 1933 bei der NS-Bücherverbrennung den Flammen übergeben.
Als die NS-Herrschaft beseitigt war, schloss er sich dem „Bund demokratischer Sozialisten“ (BDS) an und trat in die wieder gegründete SPD ein.  Seit 1946 war er Mitglied in der Sozialistischen Einheitspartei (SED) und mit ihrem Mandat Stadtrat und Kulturdezernent der Stadt Erfurt. Er beteiligte sich in Thüringen maßgeblich am kulturellen Neuaufbau. U. a. gehörte er 1967 zum Arbeitsausschuss der 1. Landesausstellung Bildender Künstler Thüringens in Erfurt und verfasste er das Geleitwort für deren Katalog. Er dürfte sowohl für die Gründung und Durchführung der vier Kulturwochen als auch für das Zustandekommen der begleitenden Schrift Kulturwille verantwortlich gewesen sein. 1950 wurde er seines Amtes enthoben und aus der SED ausgeschlossen. Nach seiner Flucht in die Bundesrepublik leitete er kurzzeitig die niedersächsische Heimvolkshochschule Springe und war danach bis 1956 Sachbearbeiter für Sozialpolitik beim DGB-Bundesvorstand. Von 1956 bis 1959 leitete er dessen Pressestelle. Von 1959 bis 1961 war er geschäftsführendes Mitglied des Vorstands.

## Veröffentlichungen
- Vor hundert Jahren, Düsseldorf: Dt. Gewerkschaftsbund, [1963]
- Die jungsozialistische Bewegung, ihre Geschichte u. ihre Aufgaben, Berlin : E. Laubsche Verlbh., 1927
- Die Gewerkschaftsbewegung in Deutschland, [Düsseldorf] : D[t.] G[ewerkschafts-]B[und, Bundesvorstand], [1962]